# Fortificações de Peribebuí

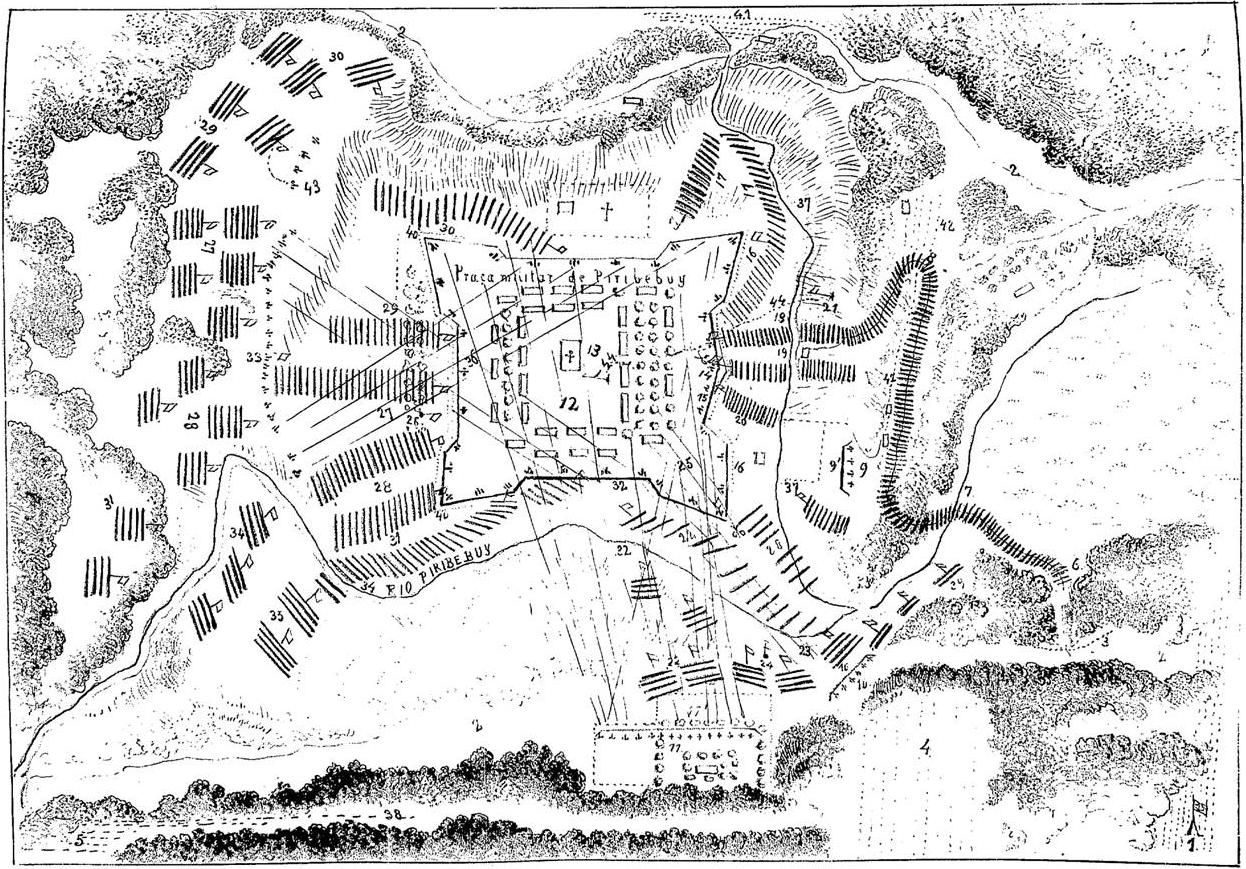
Esboço Memorial da Praça de Piribebuy, atacada e tomada em 12 de agosto de 1869.

As Fortificações de Peribebuí localizavam-se na cidade de Piribebuy, ao norte do Paraguai.
Ao final da Guerra da Tríplice Aliança (1864-1870), a partir de Abril de 1869, o Marechal-de-Exército príncipe Gastão de Orleans, Conde d'Eu (1842-1922), assumiu o comando das forças brasileiras, decidindo-se atacar o remanescente das forças paraguaias fortificadas na Cordilheira, a partir do Sul, utilizando-se a ferrovia Assunção-Paraguari como linha de reabastecimento.
Foi escolhido como ponto de convergência das forças aliadas, a pequena cidade de Peribebuí, visando golpear ali a retaguarda de Francisco Solano López. Essa posição, dominante sobre uma pequena ondulação do terreno, estava fortificada por uma linha de trincheiras, artilhada com dezoito canhões e um morteiro, e guarnecida por um efetivo de 1.800 homens.
O assalto ocorreu a 12 de Agosto de 1869 por um combinado de 20.000 homens das forças aliadas, dos quais 19.000 brasileiros do 1º Corpo de Exército, sob o comando do então Marechal-de-Exército Manuel Luís Osório (1808-1879), ainda não totalmente recomposto dos ferimentos recebidos na Batalha de Avaí. Pelo lado paraguaio pereceram 700 combatentes, caindo prisioneiros de guerra 1.100 homens. Pelos aliados houve 53 mortos, entre os quais o brigadeiro João Manuel Mena Barreto, e 446 feridos.
Foi no episódio da batalha de Peribebuí que o Marechal Conde d'Eu foi acusado de ter mandado incendiar o hospital da cidade, causando a morte dos feridos ali abrigados, bem como de ter açoitado e degolado na presença da esposa, o comandante da praça, tenente-coronel Pedro Pablo Caballero, por este ter se recusado a declarar-se rendido como exigia o príncipe e devido à morte de Mena Barreto.